# تپه چشمه اکبر خان دهلق۱
تپه چشمه اکبر خان دهلق۱ مربوط به پیش از دوران‌های تاریخی پس از اسلام است و در شهرستان صحنه، بخش مرکزی، روستای روستایلق واقع شده و این اثر در تاریخ ۱۸ خرداد ۱۳۸۴ با شمارهٔ ثبت ۱۱۸۵۲ به‌عنوان یکی از آثار ملی ایران به ثبت رسیده است.